# Muší váha
Muší váha (anglicky flyweight) je váhová kategorie v některých bojových sportech.

## Box
V boxu se do muší váhy zahrnují bojovníci o hmotnosti mezi 49–52 kg.

## Kickboxing
V kickboxu se do muší váhy obvykle řadí bojovníci, kteří váží do 53 kg.

## Mixed Martial Arts
V MMA má každá organizace má jiný systém třídění:
- Ultimate Fighting Championship – ≤57 kg
- Pancrase – ≤54,43 kg
- Shooto – ≤52,16 kg